# ポケットが虹でいっぱい
「ポケットが虹でいっぱい」（ポケットがにじでいっぱい：英題「Pocketful of Rainbows」[ポケットフル・オブ・レインボウズ]）は、イエロー・マジック・オーケストラ（YMO）の10作目のシングル。1993年4月28日に東芝EMI（EASTWORLD、現：ユニバーサル ミュージック Virgin Music）よりリリースされた。

## 解説
YMOというグループ名が権利上の関係で使用できなかったため、YMO（ノットワイエムオー）としてリリースされた。
再生（再結成）したYMOの1枚目のシングルで、結成時から数えると10枚目となる。YMO名義では初のCDシングルで、アルバム『テクノドン』の先行シングルとしてリリースされた。シングルヴァージョンとアルバムヴァージョンは若干アレンジが異なっており、シングルヴァージョンの収録は、1999年にリリースされたベスト・アルバム『YMO GO HOME!』のみとなっている。
2011年にリリースされた『テクノドン』再発盤には、カップリング曲である英詞ヴァージョンをボーナス・トラックとして収録されている。

## 音楽性
「ポケットが虹でいっぱい」は、エルヴィス・プレスリーの『Pocketful of Rainbows』のカヴァー。今回のため湯川れい子が新たに日本語訳詞を書き下ろした。因みに湯川はプレスリーファンである。
細野晴臣によれば、エルヴィス・プレスリーをカヴァーする構想は当初からあり、ヴォーカルの高橋幸宏が選曲した中から「ラヴ・ミー・テンダー」など他2曲をレコーディングしたが最終的に「ポケットが虹でいっぱい」が採用された。
表題曲は、TBS系テレビドラマ『さくらももこランド・谷口六三商店』の主題歌として使用された。レコーディング当初からドラマへの使用が決まっていたため、ドラマのイメージに合わせてアレンジが施されている。
ギターの音は、VINTAGE KEYSの音をビンテージっぽくアレンジしている。イントロのオルゴールには、コルグ『01/W』が使われている。

## その他のヴァージョン
リミックス・アルバム『TECHNODON REMIXES I』収録されている、テイ・トウワによるリミックス・ヴァージョンは、原曲の展開はほぼそのままに、リズムをローランド『TR-808』を中心とした、ハウスビートに置き換えて収録されている。細野は当初、同様の雰囲気を持ったヴァージョンをアルバムに収録する提案をしたが、実現しなかった。
東京ドームでのライヴで演奏されたヴァージョンは、こちらのアレンジにほぼ近いリズムトラックが使用されている。

## アートワーク
ジャケットデザインとして採用された「HUMOR IS A RELEASE」というフレーズは現代美術家のジェニー・ホルツァーによるもの。

## 収録曲
| 全編曲: YMO。 |                                                   |                                              |                         |      |
| #             | タイトル                                          | 作詞                                         | 作曲                    | 時間 |
| 1.            | 「ポケットが虹でいっぱい」(Pocketful of Rainbows) | Fred Wise & Ben Weisman 日本語訳: 湯川れい子 | Fred Wise & Ben Weisman | 4:22 |
| 2.            | 「HI-TECH HIPPIES」                               | YMO                                          | YMO                     | 4:23 |
| 3.            | 「POCKETFUL OF RAINBOWS」(English Version)        | Fred Wise & Ben Weisman                      | Fred Wise & Ben Weisman | 4:36 |